# Friedrich Weilenmann
Friedrich Weilenmann (Opfikon, cantó de Zúric, Suïssa, 10 de juny de 1880-???) va ser un home de negocis nascut a Suïssa l'any 1880 però radicat a Andorra durant la dècada dels anys 1920 i 1930.

## Biografia
Weilenmann va nàixer l'any 1880 a Opfikon, al Cantó de Zuric (Suïssa). L'any 1925 va arribar a Andorra, segons compta en les seues memòries el propi Weilenmann, després de conèixer a uns ramaders andorrans en la feria de bestiar de Chur, a Suïssa. En arribar a Andorra, va començar a desenvolupar la idea de creació d'uns hipotètics "Correus Andorrrans" i l'emissió de segells postals andorrans. L'any 1933, poc abans dels fets del 33, el Consell General de les Valls li atorgà la nacionalitat andorrana i la ciutadania honorària per tal de poder tramitar amb més facilitat l'ingrés del principat a la Unió Postal Universal (en aquesta tasca també comptava amb el suport del príncep Justí Guitart i Vilardebò). Després de la revolució de 1933 i posterior canvi del Consell General després de les eleccions forçades per les forces d'ocupació franceses a l'agost de 1933, Weilenmann va haver de fugir a Barcelona i allà, amb l'ajuda de l'Associació dels Andorrans Emigrats crea el periòdic El Andorrà el desembre de 1933. Després d'eixir d'Andorra, tant ell com els consellers generals destituïts van lluitar perquè Andorra esdevinguera membre de la Societat de Nacions, acusant França d'una activitat bèl·lica contra el país, qüestió en la que no va tindre èxit. Després d'una forta activitat subversiva en pro de la independència andorrana, Weilenmann va intentar tornar a Andorra però no va poder, ja que el febrer de 1934 el seu intèrpret i home de confiança a Andorra, Albert Schaub, va ser detingut i jutjat pel tribunal de corts i posteriorment, expulsat del principat. Després d'això, Weilenmann no tornà mai més a Andorra, tornant al seu negoci avícola a Suïssa. L'any 1939 va escriure un llibre sobre les seues experiències en Andorra i explicant el seu fracàs al país pirinenc.

## Distincions honorífiques
- Ciutadà honorari d'Andorra (1933)